# Neotanypeza dallasi
Neotanypeza dallasi är en tvåvingeart som först beskrevs av Shannon 1927.  Neotanypeza dallasi ingår i släktet Neotanypeza och familjen långbensflugor. Inga underarter finns listade i Catalogue of Life.